# Thanh Tâm Tuyền
Thanh Tâm Tuyền (1936-2006), tên thật là Dzư Văn Tâm, là một nhà thơ, nhà văn người Việt nổi tiếng, được biết đến với những cách tân thơ ca táo bạo. Năm 1956, lúc tròn 20 tuổi, ông đã nổi tiếng với tập thơ Tôi không còn cô độc, và năm 1957, lúc 21 tuổi, với tiểu thuyết Bếp lửa (viết năm 1954) "mô tả khung cảnh Hà Nội trước 1954, với những người ra đi cũng như những người ở lại, cả hai đều bị giằng co bởi những chọn lựa miễn cưỡng, sự chia ly hay cái chết." Thanh Tâm Tuyền có ảnh hưởng lớn trên văn học Việt Nam giai đoạn 1956-1975 và cả những năm về sau này. Bút hiệu khác: Đỗ Thạch Liên.

## Tiểu sử
Thanh Tâm Tuyền sinh ngày 13 tháng 3 năm 1936 tại Vinh, tên thật là Dzư Văn Tâm. Tuy nhiên, theo bạn văn Văn Quang cho biết, ông sinh vào năm 1934.
Năm 1952 (16 tuổi), ông dạy học tại trường Minh Tân (Hà Đông) và đăng những truyện ngắn đầu tiên trên tuần báo Thanh Niên (Hà Nội).
Năm 1954, ông hoạt động trong Tổng hội Sinh viên Hà Nội, cùng với Trần Thanh Hiệp, Nguyễn Sỹ Tế, Doãn Quốc Sỹ, chủ trương nguyệt san Lửa Việt.
Năm 1955, ông vào Sài Gòn, cùng các bạn làm làm tờ Dân Chủ mà Thanh Tâm Tuyền và Trần Thanh Hiệp phụ trách phần văn nghệ. Mai Thảo gửi đến đoản văn "Đêm giã từ Hà Nội". Thanh Tâm Tuyền "kinh ngạc", mời tác giả đến toà soạn. Từ đó, "nhóm"' có thêm Mai Thảo, chủ trương tuần báo Người Việt (tiền thân của tờ Sáng Tạo), với sự cộng tác của Lữ Hồ, Ngọc Dũng, Duy Thanh, Quách Thoại.
Tháng 10 năm 1956, Sáng Tạo ra đời. Từ 1956 đến 1960, Mai Thảo làm chủ bút. Năm 1956, hai mươi tuổi, Thanh Tâm Tuyền cho in cuốn sách đầu tay Tôi không còn cô độc (thơ), và năm sau Bếp lửa (văn, 1957), hai tác phẩm đánh dấu sự thay đổi diên mạo văn học miền Nam, đến thời đó vẫn còn chịu ảnh hưởng nặng nề của lãng mạn tiền chiến.
Năm 1962, Thanh Tâm Tuyền nhập ngũ, 1966, giải ngũ, 1969, tái ngũ, ở trong quân đội đến 1975; cấp bực cuối cùng là đại úy trong Quân lực Việt Nam Cộng hòa.
Sau 1975, bị đi tù cải tạo 7 năm qua nhiều trại giam khắc nghiệt ngoài Việt Bắc. Thanh Tâm Tuyền ra tù 1982. Sang định cư tại Hoa Kỳ từ tháng 4 năm 1990 theo diện HO, sống ở tiểu bang Minnesota, Hoa Kỳ, giữ thái độ gần như ẩn dật.
Thanh Tâm Tuyền mất hồi 11 giờ 30 ngày 22 tháng 03 năm 2006, khi mới bước vào tuổi 70.
Một số thơ của ông đã được Phạm Đình Chương và Cung Tiến phổ thành những nhạc phẩm rất nổi tiếng như: Bài ngợi ca tình yêu, Dạ tâm khúc, Đêm màu hồng, Lệ đá xanh, Nửa hồn thương đau.

## Tác phẩm

### Thơ
- Tôi không còn cô độc (Người Việt, Sài Gòn, 1956), 30 bài thơ
- Liên, Đêm, Mặt trời tìm thấy (Sáng Tạo, 1964), 25 bài thơ
- Thơ ở đâu xa (Trầm Khắc Phục xuất bản, California, 1990)

### Tiểu thuyết
- Bếp lửa (Nhà xuất bản. Nguyễn Đình Vượng, 1957)
- Cát lầy (Giao Điểm, 1967)
- Mù khơi (1970)
- Tiếng động (1970)
- Một chủ nhật khác (Văn, 1975)
- Ung thư (đăng nhiêu kỳ trên báo Văn, chưa xuất bản)

### Truyện ngắn
- Khuôn mặt (Sáng Tạo, 1964)
- Dọc đường (Tân Văn, 1966)

### Kịch
- Ba chị em (1967)

### Phiếm luận
- Tạp ghi (1970)

## Trích dẫn
| “ | Những nhà phê bình ở Hà Nội đã gọi các nhân vật trong cuốn sách này là bọn tôi mọi nô lệ, họ hỏi: trong khi họ xây dựng xã hội chủ nghĩa, bọn này đi đâu? Những người ở Hà Nội không khi nào tự đặt câu hỏi với mình, những câu họ thường đặt cho kẻ địch. Bọn chúng đã đi trong thống khổ của lịch sử với cái chết, cái chết như sự từ chối quyết liệt. Tại sao? Đáng lẽ họ phải tự hỏi: tại sao? Cái chết lựa chọn không phi lý, nó sẽ làm nảy sinh sự thật, sự thật của những người chết truyền lưu cho kẻ sống sót. Mỗi nhà văn chính là một kẻ sống sót. | ” |